# Dan Lacksman
Dan Lacksman (19 mei 1950, Werl, Duitsland), geboren als Daniël Lanckmans, is een Belgisch componist, muzikant, producer en geluidstechnicus. Als stichter van Electronic System (1972-1978) en medeoprichter van de synthpopgroep Telex (1978-1986) wordt hij beschouwd als een van de belangrijkste pioniers van de Belgische elektronische muziek.
Hij werkte samen met nationale en internationale artiesten. Lacksman produceerde albums voor artiesten als Lio, Deep Forest, Camouflage, Anna Domino, Philip Catherine, Marc Moulin en Ozark Henry. Als producer oogstte hij zijn grootste succes met de productie van Deep Forests debuutalbum, waarvan 3 miljoen exemplaren werden verkocht, en de single Sweet Lullaby (1992). Hij componeerde tevens muziek voor onder meer Johan Verminnen, waaronder 'Laat me nu toch niet alleen', en Joe Harris.
Als synthesizerspeler en geluidstechnicus werkte Lacksman mee aan diverse hits, zoals 'Born to Be Alive' (van Patrick Hernandez, 1979) en Hooverphonics 'Mad About You' (2000). Lacksman fungeerde als geluidstechnicus voor onder meer Thomas Dolby, Sparks, Arno, Clouseau, Thijs van Leer, Will Tura en Youssou N'Dour.
Dan Lacksman is tevens de oprichter van Synsound Studios (1979), een opnamestudio in Laken waar honderden liedjes en albums werden opgenomen, waaronder K's Choices Paradise in Me en Novastars Another Lonely Soul.

## Biografie
Op 12-jarige leeftijd leerde Dan Lacksman pianospelen. Een jaar later kreeg hij als kerstgeschenk een gitaar en een taperecorder en besliste hij om een bandje te stichten dat nummers bracht in de stijl van The Shadows.
In de jaren zestig begon Lacksman vervolgens eigen materiaal te componeren. In 1968 beslist hij om professioneel geluidstechnicus te worden. De opleiding die hij volgde in die materie vond hij echter te theoretisch en dus beslist hij na enkele maanden om praktijkervaring op te doen. Lacksman kon aan de slag gaan bij de opnamestudio Studio Madeleine in Brussel waar hij kon samenwerken met geluidstechnici en muzikanten.
Niet veel later geraakt hij geïntrigeerd door synthesizers. In 1970 kocht Lacksman reeds zijn eerste synthesizer, een EMS VCS 3, een draagbare analoge synthesizer.

### Dan Lacksman Association (1971-1976)
Begin jaren zeventig bracht hij onder eigen naam en als "Dan Lacksman Association" zeven Engelstalige nummers en twee albums uit. De eerste single werd 'I Start a Dream Today' met op de B-kant het nummer 'You'll Be Fine'.
In 1972 verscheen het album Flamenco Moog, een album waarop Lacksmans nieuwe synthesizer, een Moog-synthesizer, een centrale rol toebedeeld kreeg. Het album werd opgenomen in de Studio Madeleine en omvatte onder meer een cover van 'Popcorn' en zelfgeschreven nummers.
In 1973 verscheen een tweede album met nummers als 'Happiness is a cold beer', dat als single werd uitgebracht, en 'Love You Every Day' dat een jaar later fungeerde als basis voor Skylab, een 14 minuten durende instrumentale compositie die onder de naam Electronic System werd uitgebracht. Eén nummer op het album, 'Monday Morning', werd geschreven door Lou Deprijck (Two Man Sound). Deprijck en Sylvain Vanholme (van The Wallace Collection) fungeerden als gastmuzikanten op het nummer.

### Muziek voor Vlaamse hits
Een van Lackmans eerste demo's werd in 1973 als basis gebruikt voor Johan Verminnens "Laat me nu toch niet alleen". De demo werd geactualiseerd en aangevuld met een Moog-synthesizer die door Lacksman werd bespeeld. De combinatie van Lackmans muziek, de lyrics van Johan Verminnen en de productie van Jean Kluger resulteerde in een Vlaamse evergreen. "Laat me nu toch niet alleen" haalde de 3de plaats in de Vlaamse Top 10 van 1974. Het nummer werd later gecoverd door diverse artiesten, onder wie Clouseau, Anita Meyer, The Bony King Of Nowhere en Scala & Kolacny Brothers. Lacksman schreef ook de muziek voor twee andere nummers van Johan Verminnen, 'Waar Ben Jij' (1973) en 'Oostende in the Rain' (1978).
Dan Lacksmans muziek werd eveneens aangewend voor diverse liedjes van Joe Harris ('Hé Ho Mijnheer', 'Kom eens kijken' en 'Niets gezien, niets gehoord', 1973), Micha Marah ('Weer een jaar erbij', 1974) en Will Tura ('Wat kan ik doen', 1994).

### Electronic System (1972-1978)
'Hé Ho Mijnheer' (1972) van Joe Harris betrof een herwerking van Lacksmans nummer 'Coconut' dat Lacksman zelf uitbracht onder de naam Electronic System. Het up-tempo synthpopnummer werd een hitje in Nederland en haalde in februari 1973 een 21ste plaats in de Nederlandse Top 40. In België stond 'Coconut' 14 weken in de Ultratop en werd een 14de plaats behaald. De B-zijde betrof "You're gonna be my friend" en was eerder in de stijl van "Laat me nu toch niet alleen".
In 1973 volgde nog een single, Funny Kouly, een herwerking van Funiculì Funiculà. 'Funny Kouly' verscheen in 1974 ook op Tchip Tchip, het eerste studioalbum van Electronic System. Dat album omvatte acht nummers, waaronder het instrumentale 'Skylab', dat in 2016 eveneens verscheen op de Belpop-compilatie TSOB (The Sound of Belgium) Vol. 3.
Disco Machine, het tweede album van Electronic System, werd in 1977 uitgebracht en bevat 'Fly to Venus'. Dat nummer werd in 2001 gesampled door The Chemical Brothers en is te horen in het nummer 'Star Guitar'.
In 1978 bracht Dan Lacksman onder de naam 'Transvolta' de ep Disco Computer uit. De gelijknamige single haalde een 15de plaats in de Zweedse hitparade.

### Telex (1978-1986, 2006)
Als medeoprichter en componist van de in 1978 opgerichte Brusselse synthpopgroep Telex scoorde Dan Lacksman hits met 'Twist à Saint Tropez', 'Moskow Diskow' (dat later op de Belpop-verzamel-lp Get Sprouts verscheen), 'Spike Jones', 'Peanuts' en 'Euro-vision', de inzending voor het Eurovisiesongfestival van 1980. Telex deed mee aan het Eurosongfestival met de bedoeling om laatste te worden, iets wat hun net niet lukte. Het was ook het enige optreden dat de band ooit gaf.
De groep bracht zes albums uit. De albums Looking for Saint-Tropez en Sex vormden een inspiratiebron voor de Amerikaanse rockgroep ZZ Top, in het bijzonder voor hun album Eliminator (1983), dat volgestouwd werd met synthesizermateriaal.
'Moskow Diskow' werd een van de grootste hits van Telex. Het nummer haalde een 5de plaats in de Italiaanse hitparade en in de Verenigde Staten, waar de muziek van Telex verscheen onder het label "Sire Records" haalde 'Moskow Diskow' een 36ste plaats in de Billboard Hot Dance Club Songs van 1979.
In 2006 ondernam Telex een reünie en werd het album How Do You Dance?. Met een cover van Canned Heats 'On the Road Again' had ze een bescheiden hitje.

### Producties en geluidstechniek
Sinds het ontstaan van Telex profileerde Dan Lacksman zich alsmaar meer als producer. Naast in te staan voor de productie van alle albums en singles van Dan Lacksman Association, Electronic Soundsystem en Telex, stond hij in voor de productie van diverse succesvolle liedjes en albums van binnen- en buitenlandse artiesten.
In 1979 richtte hij in Laken de opnamestudio Synsound op. Sindsdien werd in de studio muziek opgenomen van ruim honderd artiesten, waaronder Sparks, Arno, Deep Forest, Plastic Bertrand, Étienne Daho, Eros Ramazzotti, Sparks, Frédéric François, Patrick Hernandez, K's Choice, Zap Mama en Youssou N'Dour. Synsound fungeerde ook reeds als locatie voor albumvoorstellingen van Pascal Obispo en Mark Knopfler.
Samen met Marc Moulin produceerde hij in 1979 het debuutalbum van Lio en haar eerste hit, 'Banana Split'. Van de single werden in Frankrijk ruim 700.000 exemplaren verkocht. Het album werd integraal opgenomen in de Synsound Studios.
Datzelfde jaar speelde Lacksman synthesizer op een van de succesvolste disconummers uit de popgeschiedenis: 'Born To Be Alive' van Patrick Hernandez. Lacksman stelde in een interview met het Waals-Brusselse magazine "Larsen" dat een van zijn melodieën gebruikt werkt voor de hit van Patrick Hernandez, maar dat hij uiteindelijk enkel een 'credit' verkreeg als muzikant.
In 1982 nam hij de productie van Philip Catherines album End of August voor zijn rekening. Een jaar later werd het album In Outer Space van Sparks opgenomen in de Synsound Studios. In 1985 fungeerde Dan Lacksman opnieuw als geluidstechnicus voor de single Change van Sparks.
Lacksman fungeerde in 1984 later als geluidstechnicus voor Thomas Dolby's album The Flat Earth. Datzelfde jaar produceerde hij de vier nummers van Anna Domino's ep Rhythm.
In 1986 was hij coproducer van Marc Moulins album Picnic.
In 1989 produceerde Lacksman het album Methods of Silence, het tweede album van het Duitse synthpoptrio Camouflage.
Een van de hoogtepunten van zijn carrière betrof zijn samenwerking met de Franse groep Deep Forest, waarvoor hij het gelijknamige debuutalbum produceerde, Deep Forest (1992), hetgeen meer dan een jaar in beslag nam. Het album, waarvan wereldwijd ruim 3 miljoen exemplaren werden verkocht, leverde vier singles af: Deep Forest, Sweet Lullaby, Forest Hymn en Savana Dance, waarvan de eerste twee internationale hits werden. De debuutsingle Sweet Lullaby bereikte de nr. 3 in Noorwegen, nr. 7 in Australië, nr. 10 in de Britse hitparade, nr. 78 in de Amerikaanse Billboard Top 100 en een top 20-positie in Frankrijk en Zwitserland. Het album werd genomineerd voor een Grammy Award in de categorie "Best World Music Album".
In 1993 is hij de producer van Saison des pluies, het derde album van de Franse zangeres Sara Mandiano. Hij componeerde één nummer van het album ('Play') en stond in voor de achtergrondzang op twee nummers. Het succesvolste nummer van het album betrof de single J'ai des doutes, goed voor 125.000 verkochte exemplaren in Frankrijk.
In 1996 fungeerde Lacksman als producer van Ozark Henry's debuutalbum I'm Seeking Something That Has Already Found Me en de twee eerste singles Dogs and Dogmen en Hope is a Dope. Het album werd geproduceerd in de Synsound Studio van Lacksman. Datzelfde jaar bracht Lacksman een 'ethno-technoalbum' uit onder de naam Pangea.
In 1999 nam hij de productie voor zijn rekening van het album Silent Spring van Nathalie Loriers. Twee jaar later produceerde hij alle tracks van David Lynx' jazzalbum Heartland.
In 2010 stond hij in voor de productie van twee nummers van Urban Trad, 'Do You Wanna Change Too' en 'No puedo'.
In 2013 bracht Dan Lacksman een nieuwe studioalbum uit, Electric Dreams, dat hij samen opnam met zijn dochter Alice Lacksman die als coproducer en arrangeur fungeerde. Dat jaar gaf hij een optreden op het Brussels Summer Festival.
In 2015 was Lacksman de geluidstechnicus van het nummer 'Stop Plastic Pollution' van Florian Schneider (Kraftwerk).

### Sessiemuzikant
Door heel zijn carrière was Lacksman actief als sessiemuzikant. Hij speelde Moog-synthesizer op diverse nummers van Johan Verminnen, Will Tura (op het album In mijn caravan), Two Man Sound ('Vini Vini'), Francis Goya, Marc Moulin (op het album Picnic), Willy Sommers (op het album Een nieuwe liefde, een nieuw geluid), Pierre Rapsat ('Blue note dans l'univers'), Laïs en Hooverphonic (waaronder The Magnificent Tree met de hit 'Mad About You' en 'No More Sweet Music').

## Discografie (selectie)

### Albumbijdragen
In de onderstaande tabel wordt een selectie weergegeven van de studioalbums waaraan Lacksman zijn medewerking verleende en in welke hoedanigheid.
| Jaar | Artiest                       | Studioalbum                                     | Componist | (Co)producer | Geluidstechniek/programmering | Muzikant | Opmerking                                                              |
| ---- | ----------------------------- | ----------------------------------------------- | --------- | ------------ | ----------------------------- | -------- | ---------------------------------------------------------------------- |
| 1971 | Dan Lacksman Association      | Untitled                                        | Ja        | Ja           | Ja                            | Ja       |                                                                        |
| 1972 | Dan Lacksman                  | Flamengo Moog                                   | Ja        | Ja           | Ja                            | Ja       | Met single 'Coconut'                                                   |
| 1973 | Dan Lacksman                  | Dan Lacksman                                    | Ja        | Ja           | Ja                            | Ja       | Omvat 'Love You Every Day' en 'Skylab'                                 |
| 1974 | Electronic System             | Tchip-tchip (vol.3)                             | Ja        | Ja           | Ja                            | Ja       |                                                                        |
| 1977 | Electronic System             | Disco Machine                                   | Ja        | Ja           | Ja                            | Ja       |                                                                        |
| 1977 | Aksak Maboul                  | Onze danses pour combattre la migraine          |           |              | Ja                            |          |                                                                        |
| 1977 | Luc Henrion                   | Galerie                                         |           |              | Ja                            |          |                                                                        |
| 1977 | Francis Goya                  | 16 droommelodieën / Sweet and Softly            |           |              |                               | Ja       | Lacksman speelt Moog op het hele album                                 |
| 1978 | Francis Goya                  | Christmas party                                 |           |              |                               | Ja       | Lacksman speelt Moog op het hele album                                 |
| 1978 | Johan Verminnen               | Je ne suis pas un Flamand rose                  |           |              |                               | Ja       | Synthesizer op alle tracks                                             |
| 1978 | Benny Neyman                  | Samen Zijn We Rijk                              |           |              |                               | Ja       | Synthesizer                                                            |
| 1979 | Telex                         | Looking for Saint Tropez                        | Ja        | Ja           | Ja                            | Ja       |                                                                        |
| 1979 | De Kommeniste                 | Wonder der techniek                             |           |              | Ja                            |          | Productie door Marc Moulin                                             |
| 1979 | Will Tura                     | In mijn caravan                                 |           |              |                               | Ja       | Synthesizer op alle tracks                                             |
| 1979 | Benny Neyman                  | Gouden Regen                                    |           |              |                               | Ja       | Synthesizer                                                            |
| 1980 | Telex                         | Neurovision                                     | Ja        | Ja           | Ja                            | Ja       |                                                                        |
| 1980 | Lio                           | Lio                                             |           |              | Ja                            |          |                                                                        |
| 1981 | Telex                         | Sex / Birds and Bees                            | Ja        | Ja           | Ja                            | Ja       |                                                                        |
| 1982 | Philip Catherine              | End of August                                   |           | Ja           |                               |          |                                                                        |
| 1982 | Sparks                        | In Outer Space                                  |           |              | Ja                            |          |                                                                        |
| 1982 | Lio                           | Suite Sixtine                                   |           |              | Ja                            |          |                                                                        |
| 1982 | Jacques Duvall                | Comme la romaine                                |           | Ja           |                               |          |                                                                        |
| 1984 | Telex                         | Wonderful World                                 | Ja        | Ja           | Ja                            | Ja       |                                                                        |
| 1984 | Anna Domino                   | Rhythm                                          |           | Ja           | Ja                            |          |                                                                        |
| 1984 | Thomas Dolby                  | The Flath Earth                                 |           |              | Ja                            |          |                                                                        |
| 1985 | Will Tura                     | Waar een Will is ...                            |           |              | Ja                            |          |                                                                        |
| 1985 | Willy Sommers                 | Een nieuwe liefde, een nieuw geluid             |           |              |                               | Ja       | Synthesizer of 9 van de 11 tracks                                      |
| 1986 | Marc Moulin                   | Picnic                                          |           | Ja           | Ja                            | Ja       | Programmering, synthesizer en/of coproductie op alle tracks            |
| 1986 | Telex                         | Looney Tunes                                    | Ja        | Ja           | Ja                            | Ja       |                                                                        |
| 1986 | Kid Montana                   | The Las Vegas Gold Rush                         |           |              | Ja                            |          |                                                                        |
| 1988 | Psyche                        | Mystery Hotel                                   |           | Ja           |                               |          |                                                                        |
| 1989 | Camouflage                    | Methods of Silence                              |           | Ja           | Ja                            | Ja       | Lacksman speelt harmonium op 'Les Rues' en tamboerijn op andere tracks |
| 1989 | Will Tura                     | Vandaag                                         |           |              | Ja                            |          |                                                                        |
| 1990 | Jacques Duvall                | Je Déçois...                                    |           | Ja           | Ja                            |          |                                                                        |
| 1991 | Sara Mandiano                 | ?                                               |           | Ja           | Ja                            |          |                                                                        |
| 1992 | Deep Forest                   | Deep Forest                                     |           | Ja           | Ja                            |          |                                                                        |
| 1993 | Camouflage                    | Bodega Bohemia                                  |           | Ja           | Ja                            |          |                                                                        |
| 1994 | Michel Sanchez                | Windows                                         |           |              | Ja                            |          |                                                                        |
| 1994 | Zap Mama                      | Sabsylma                                        |           |              | Ja                            |          | Mixage                                                                 |
| 1995 | Clouseau                      | Oker                                            |           |              | Ja                            |          |                                                                        |
| 1995 | David Linx & Diederik Wissels | Up Close                                        |           | Ja           |                               |          |                                                                        |
| 1996 | Pangea                        | Pangea                                          |           | Ja           | Ja                            | Ja       | Productie en/of zang op alle tracks                                    |
| 1996 | Ozark Henry                   | I'm Seeking Something That Has Already Found Me |           | Ja           | Ja                            |          |                                                                        |
| 1996 | Gilbert Montagné              | Comme une étoile                                |           | Ja           | Ja                            |          |                                                                        |
| 1996 | Youssou N'Dour                | Lii !                                           |           |              | Ja                            |          |                                                                        |
| 1997 | Will Tura                     | Puur Tura                                       |           |              | Ja                            |          |                                                                        |
| 1998 | David Linx & Diederik Wissels | Bandarkâh                                       |           | Ja           |                               |          |                                                                        |
| 1999 | Clouseau                      | In Stereo                                       |           |              | Ja                            |          |                                                                        |
| 1999 | Nathalie Loriers Trio         | Silent Spring                                   |           | Ja           |                               |          |                                                                        |
| 1999 | Will Tura                     | Tura - Gospel & Kerst                           |           |              | Ja                            |          |                                                                        |
| 2000 | Hooverphonic                  | The Magnificent Tree                            |           |              | Ja                            | Ja       | Programmering en/of synthesizer op 10 van de 11 tracks.                |
| 2000 | Aereda                        | From A Long Forgotten Future                    |           |              | Ja                            | Ja       |                                                                        |
| 2001 | David Linx                    | Heartland                                       |           | Ja           |                               |          |                                                                        |
| 2003 | David Linx & Diederik Wissels | This Time                                       |           | Ja           |                               |          |                                                                        |
| 2004 | Marc Moulin                   | Entertainment                                   |           |              | Ja                            |          |                                                                        |
| 2004 | Zap Mama                      | A Ma Zone                                       |           |              | Ja                            |          | Geludstechnicus, mixage                                                |
| 2005 | Hooverphonic                  | No More Sweet Music                             |           |              | Ja                            |          | Programmering op alle tracks                                           |
| 2005 | Vive la Fête                  | Grand Prix                                      |           |              | Ja                            |          | Mixage van alle tracks                                                 |
| 2006 | Helmut Lotti                  | The Crooners                                    |           |              | Ja                            |          |                                                                        |
| 2007 | Laïs                          | The ladies second song                          |           |              |                               | Ja       | Moog-synthesizer op alle tracks                                        |
| 2007 | Vive la Fête                  | Jour De Chance                                  |           |              | Ja                            |          |                                                                        |
| 2008 | Helmut Lotti                  | Time to Swing                                   |           |              | Ja                            |          | Geludstechnicus                                                        |
| 2008 | Nara Noïan                    | Cristal                                         |           |              | Ja                            |          | Mixage, opname, mastering                                              |
| 2010 | Pierre Van Dormael            | Mr. Nobody (Bande Originale Du Film)            |           |              | Ja                            |          | Mixage                                                                 |
| 2012 | Viktor Lazlo                  | My Name Is Billie Holiday                       |           |              | Ja                            |          | Geludstechnicus                                                        |
| 2013 | Dan Lacksman                  | Electric Dreams                                 | Ja        | Ja           | Ja                            | Ja       |                                                                        |

### Liedjes
De onderstaande tabel geeft een overzicht van de voornaamste liedjes, al dan niet verschenen als 'single', waaraan Dan Lacksman een bedrage leverde als componist, producer, geluidstechnicus en/of muzikant.
| Jaar | Artiest                               | Titel lied                              | Componist | (Co)producer | Geluid/programmering | Muzikant | Opmerking                                                       |
| ---- | ------------------------------------- | --------------------------------------- | --------- | ------------ | -------------------- | -------- | --------------------------------------------------------------- |
| 1971 | Dan Lacksman                          | I Start a Dream To-Day                  | Ja        | Ja           | Ja                   | Ja       | Leadzang, gitaar, mellotron, Moog, piano door Lacksman          |
| 1971 | Joe Harris                            | Kom Eens Kijken (My Guitar in My Hand)  | Ja        |              |                      |          |                                                                 |
| 1972 | Dan Lacksman                          | Flamenco Moog                           | Ja        | Ja           | Ja                   | Ja       | Moog                                                            |
| 1972 | Electronic Butterflies / Dan Lacksman | Coconut                                 | Ja        | Ja           | Ja                   | Ja       | Op 14 in Belgische Ultratop, op 21 in Nederlandse hitparade     |
| 1973 | Dan Lacksman                          | Happiness is a cold beer                | Ja        | Ja           | Ja                   | Ja       | Gitaar, mellotron, Moog, piano, zang                            |
| 1973 | Johan Verminnen                       | Laat me nu toch niet alleen             | Ja        |              |                      | Ja       | Moog-synthesizer                                                |
| 1973 | Johan Verminnen                       | Waar ben jij?                           | Ja        |              |                      | Ja       |                                                                 |
| 1973 | Two Man Sound                         | Vini vini                               |           |              |                      | Ja       | Moog-synthesizer                                                |
| 1973 | Electronic System                     | Top tang'                               | Ja        | Ja           | Ja                   | Ja       |                                                                 |
| 1973 | Joe Harris                            | He Ho Mijnheer                          | Ja        |              |                      |          | Op 5 in Vlaamse Top 10 en op 30 in Ultratop                     |
| 1973 | Joe Harris                            | Niets Gezien, Niets Gehoord             | Ja        |              |                      |          |                                                                 |
| 1973 | Dan Lacksman                          | Singing la,la                           | Ja        | Ja           | Ja                   | Ja       | Moog                                                            |
| 1974 | Electronic System                     | Funny kouly                             | Ja        | Ja           | Ja                   | Ja       |                                                                 |
| 1974 | Dan Lacksman                          | Corrida '74                             | Ja        | Ja           | Ja                   | Ja       | Moog                                                            |
| 1974 | Electronic System                     | Poët Poët                               | Ja        | Ja           | Ja                   | Ja       |                                                                 |
| 1974 | Micha Marah                           | Weer Een Jaar Erbij                     | Ja        |              |                      |          |                                                                 |
| 1974 | Johan Verminnen                       | Avec Toi                                | Ja        |              |                      |          |                                                                 |
| 1975 | Dan Lacksman                          | My loneliness                           | Ja        | Ja           | Ja                   | Ja       |                                                                 |
| 1976 | Dan Lacksman                          | Je vous aime                            | Ja        | Ja           | Ja                   | Ja       |                                                                 |
| 1976 | Dan Lacksman                          | Verde                                   |           |              |                      | Ja       | Compositie van Guido & Maurizio De Angelis                      |
| 1976 | Dan Lacksman                          | Je vous aime                            | Ja        | Ja           | Ja                   | Ja       |                                                                 |
| 1977 | Johan Verminnen                       | La farce de messire Jaques              |           |              |                      | Ja       | Synthesizer                                                     |
| 1978 | Telex                                 | Twist à Saint Tropez                    |           | Ja           | Ja                   | Ja       | Synthesizer                                                     |
| 1978 | Telex                                 | Rock around the clock                   |           | Ja           | Ja                   | Ja       | Synthesizer                                                     |
| 1978 | Electronic System                     | Sweet whistle                           | Ja        | Ja           | Ja                   | Ja       |                                                                 |
| 1978 | Johan Verminnen                       | Le bateau coule                         |           |              |                      | Ja       | Synthesizer                                                     |
| 1978 | Johan Verminnen                       | Oostende in the Rain                    | Ja        |              |                      | Ja       | Moog, piano, vocoder                                            |
| 1978 | Johan Verminnen                       | Le ciel est le toit de ma maison        |           |              |                      | Ja       | Synthesizer                                                     |
| 1979 | Telex                                 | Moscow Diskow                           | Ja        | Ja           | Ja                   | Ja       | Synthesizer                                                     |
| 1979 | Will Tura                             | Sil en de baby                          |           |              |                      | Ja       | Synthesizer                                                     |
| 1979 | Will Tura                             | Een huisje in Montmartre                |           |              |                      | Ja       | Synthesizer                                                     |
| 1979 | Will Tura                             | Hello goodbye                           |           |              |                      | Ja       | Synthesizer                                                     |
| 1979 | Will Tura                             | De autoweg naar Istanbul                |           |              |                      | Ja       | Synthesizer                                                     |
| 1979 | De Kommeniste                         | Wonder der techniek                     |           |              | Ja                   |          | Productie door Marc Moulin                                      |
| 1979 | Patrick Hernandez                     | Born to be Alive                        |           |              |                      | Ja       | Synthesizer                                                     |
| 1981 | Tonia                                 | This is my day                          |           |              |                      | Ja       | Synthesizer                                                     |
| 1982 | Telex                                 | Neurovision                             | Ja        | Ja           | Ja                   | Ja       | Synthesizer                                                     |
| 1982 | Conny Vink & De Smurfen               | Smurfen Televisie Lied                  | Ja        |              |                      |          |                                                                 |
| 1983 | Lio                                   | Plus Je T'Embrasse                      |           | Ja           |                      |          |                                                                 |
| 1984 | Will Tura                             | Tussen jou en mij                       |           |              |                      | Ja       |                                                                 |
| 1985 | Will Tura, Bonnie St. Claire          | Gelukkig samen                          |           |              | Ja                   |          |                                                                 |
| 1985 | Will Tura                             | De zee (speciale single mix)            |           |              | Ja                   |          |                                                                 |
| 1985 | Will Tura                             | Tokyo by night                          |           |              | Ja                   |          |                                                                 |
| 1986 | Marc Moulin                           | Scat                                    |           | Ja           |                      | Ja       | Coproductie, programmering, synthesizer                         |
| 1986 | Telex                                 | Spike Jones                             | Ja        | Ja           | Ja                   | Ja       |                                                                 |
| 1986 | Étienne Daho                          | Tombé Pour La France                    |           |              | Ja                   |          | Geluidstechnicus                                                |
| 1989 | Camouflage                            | One Fine Day                            |           | Ja           |                      |          |                                                                 |
| 1990 | Clouseau                              | Heel alleen                             |           |              |                      | Ja       | Achtergrondzang                                                 |
| 1991 | Sandra Kim                            | Look Infernal                           |           |              | Ja                   |          | Sound design                                                    |
| 1991 | Sara Mandiano                         | J'ai des Doutes                         |           | Ja           |                      |          |                                                                 |
| 1991 | Sara Mandiano                         | Défense D'y Voir                        |           | Ja           |                      |          |                                                                 |
| 1991 | Sara Mandiano                         | Les Serments                            |           | Ja           |                      |          |                                                                 |
| 1992 | Will Tura                             | Christopher Colomb Decouvrit L'Amerique | Ja        |              |                      |          |                                                                 |
| 1992 | Deep Forest                           | Sweet Lullaby                           |           | Ja           |                      |          | Nr. 3-hit in Noorwegen, op 7 in Australië, op 15 in Zwitserland |
| 1993 | Camouflage                            | Suspicious Love                         |           | Ja           |                      |          |                                                                 |
| 1993 | Camouflage                            | Close (We Stroke the Flames)            |           | Ja           |                      |          |                                                                 |
| 1993 | Camouflage                            | Jealousy                                |           | Ja           |                      |          |                                                                 |
| 1994 | Deep Forest                           | Savana Dance                            |           | Ja           |                      |          |                                                                 |
| 1995 | Clouseau                              | Passie                                  |           |              | Ja                   |          |                                                                 |
| 1995 | Clouseau                              | Swentibold                              |           |              | Ja                   |          |                                                                 |
| 1995 | Clouseau                              | Zie me graag                            |           |              | Ja                   |          |                                                                 |
| 1995 | Clouseau                              | Voorbij                                 |           |              | Ja                   |          |                                                                 |
| 1995 | David Linx                            | The Tale                                |           | Ja           |                      |          |                                                                 |
| 1995 | Pierre Rapsat                         | Blue note dans l'univers                |           |              |                      | Ja       | Keyboards                                                       |
| 1996 | Ozark Henry                           | Hope is a dope                          |           | Ja           | Ja                   |          |                                                                 |
| 1996 | Ozark Henry                           | Dogs and dogmen                         |           | Ja           | Ja                   |          |                                                                 |
| 1997 | Gilbert Montagné                      | Histoire De Femme                       |           | Ja           | Ja                   |          | Producer, mixer, geluidstechnicus                               |
| 1998 | Raymond van het Groenewoud            | Foei, foei                              |           |              | Ja                   |          |                                                                 |
| 1999 | Clouseau                              | Altijd meer en meer                     |           |              | Ja                   |          |                                                                 |
| 1999 | Clouseau                              | Heb ik ooit gezegd                      |           |              | Ja                   |          |                                                                 |
| 1999 | Clouseau                              | Hoe lang nog?                           |           |              | Ja                   |          |                                                                 |
| 1999 | Thierry Séchan                        | Le Joueur                               | Ja        |              |                      |          |                                                                 |
| 2000 | Will Tura                             | Doe De Line Dance                       |           |              | Ja                   |          | Geludstechnicus                                                 |
| 2000 | Hooverphonic                          | Vinegar & salt                          |           |              | Ja                   | Ja       | Programmering, synthesizers                                     |
| 2000 | Hooverphonic                          | Mad About You                           |           |              | Ja                   | Ja       | Programmering, synthesizers                                     |
| 2000 | Hooverphonic                          | L'odeur animale                         |           |              | Ja                   | Ja       | Programmering, synthesizers                                     |
| 2000 | Hooverphonic                          | Out of Sight                            |           |              | Ja                   | Ja       | Programmering, synthesizers                                     |
| 2001 | Luc Steeno                            | Zon, Zee, Strand                        |           |              | Ja                   |          | Geludstechnicus                                                 |
| 2001 | Hooverphonic                          | Jackie Cane                             |           |              | Ja                   | Ja       | Programmering, synthesizers                                     |
| 2002 | Hooverphonic                          | One                                     |           |              |                      | Ja       | Moog-synthesizer                                                |
| 2005 | Hooverphonic                          | You Hurt Me                             |           |              | Ja                   |          | Programmering                                                   |
| 2017 | Loïc Nottet                           | Dirty                                   |           |              | Ja                   |          | Mixage, opname                                                  |
| 2017 | Loïc Nottet                           | Whisperers                              |           |              | Ja                   |          | Mixage                                                          |
| 2017 | Loïc Nottet                           | Wolves                                  |           |              | Ja                   |          | Mixage                                                          |